# Jesse Cockney
Pour les articles homonymes, voir Cockney (homonymie).
Jesse Cockney est un fondeur canadien, né le 26 juillet 1989 à Yellowknife.

## Biographie
Membre du Foothills Nordic Ski Club, il fait ses débuts internationaux lors de la Coupe nord-américaine en 2006. Trois ans plus tard, il honore son unique sélection en championnat du monde junior.
Cockney fait ses débuts en Coupe du monde en janvier 2011, avant de finir sixième du championnat du monde des moins de 23 ans en sprint et de gagner sa première manche dans la Coupe nord-américaine, dont il remporte le classement général en 2013. Il marque ses premiers points dans l'élite lors de la saison 2012-2013, avec une 9e place au sprint libre de Canmore, sa ville de résidence (demi-finaliste).
Aux Jeux olympiques d'hiver de 2014, à Sotchi, il est 53e du sprint libre, 12e du relais et 56e du cinquante kilomètres libre.
Aux Championnats du monde 2015, il est notamment 13e du sprint par équipes.
Il enregistre son meilleur classement général dans la Coupe du monde en 2016-2017 et cela grâce notamment à deux dixièmes places sur des sprints à Québec et Pyeongchang.
En 2018, il dispute ses deuxièmes jeux olympiques à Pyeongchang, pour échouer de peu en qualifications du sprint avec le 34e rang.
Il met un terme à sa carrière sportive en 2020.

## Palmarès

### Jeux olympiques d'hiver
| Épreuve / Édition   | Sprint                           | Sprint                           | 15 km                            | 15 km                            | Skiathlon 2 × 15 km | 50 km | Relais | Relais    |
| Épreuve / Édition   | libre                            | classique                        | libre                            | classique                        | Skiathlon 2 × 15 km | 50 km | Sprint | 4 × 10 km |
| JO 2014 Sotchi      | 53e                              | Épreuve inexistante à cette date | Épreuve inexistante à cette date | —                                | -                   | 56e   | —      | 12e       |
| JO 2018 Pyeongchang | Épreuve inexistante à cette date | 34e                              | -                                | Épreuve inexistante à cette date | —                   | -     | —      | —         |

Légende :
- : pas d'épreuve
- — : Non disputée par Cockney

### Championnats du monde
| Épreuve / Édition   | Sprint                           | Sprint                           | 15 km                            | 15 km                            | Skiathlon 2 × 15 km | 50 km | Relais | Relais    |
| Épreuve / Édition   | libre                            | classique                        | libre                            | classique                        | Skiathlon 2 × 15 km | 50 km | Sprint | 4 × 10 km |
| Mondiaux 2015 Falun | Épreuve inexistante à cette date | 49e                              | 57e                              | Épreuve inexistante à cette date | —                   | —     | 13e    | -         |
| Mondiaux 2017 Lahti | 46e                              | Épreuve inexistante à cette date | Épreuve inexistante à cette date | 63e                              | —                   | —     | -      | -         |

Légende :
- : pas d'épreuve
- — : Non disputée par Cockney

### Coupe du monde
- Meilleur classement général : 85e en 2017.
- Meilleur résultat individuel : 9e.

#### Classements en Coupe du monde
| Année     | Classement général final | Classement sprint |
| 2012-2013 | 108e                     | 57e               |
| 2014-2015 | 151e                     | 92e               |
| 2015-2016 | 100e                     | 55e               |
| 2016-2017 | 85e                      | 37e               |

### Championnats du Canada
- Champion du dix kilomètres classique en 2015.
- Champion du sprint classique en 2015.
- Champion du sprint libre et de la poursuite en 2018.